# Campeonato Mundial de Atletismo de 2022 - Salto com vara masculino
A competição do salto com vara masculino no Campeonato Mundial de Atletismo de 2022 foi realizada no estádio Hayward Field, em Eugene, nos Estados Unidos, entre os dias 22 a 24 de julho de 2022.

## Recordes
Antes da competição, os recordes eram os seguintes:
| Recorde mundial                               | Armand Duplantis (SWE)     | 6.20 | Belgrado, Sérvia           | 20 de março de 2022    |
| Recorde do campeonato                         | Dmitri Markov (AUS)        | 6.05 | Edmonton, Canadá           | 29 de agosto de 2001   |
| Melhor marca do ano                           | Armand Duplantis (SWE)     | 6.20 | Belgrado, Sérvia           | 20 de março de 2022    |
| Recorde da África                             | Okkert Brits (RSA)         | 6.03 | Colônia, Alemanha          | 18 de agosto de 1995   |
| Recorde da Ásia                               | Ernest John Obiena (PHI)   | 5.93 | Innsbruck, Áustria         | 11 de setembro de 2021 |
| Recorde da América do Norte, Central e Caribe | Sam Kendricks (USA)        | 6.06 | Des Moines, Estados Unidos | 27 de julho de 2019    |
| Recorde da América do Sul                     | Thiago Braz da Silva (BRA) | 6.03 | Rio de Janeiro, Brasil     | 15 de agosto de 2016   |
| Recorde da Europa                             | Armand Duplantis (SWE)     | 6.20 | Belgrado, Sérvia           | 20 de março de 2022    |
| Recorde da Oceania                            | Steven Hooker (AUS)        | 6.06 | Boston, Estados Unidos     | 7 de fevereiro de 2009 |

Os seguintes recordes mundiais ou olímpicos foram estabelecidos durante esta competição:
| Data        | Evento | Atletas                  | Distância | Notas            |
| ----------- | ------ | ------------------------ | --------- | ---------------- |
| 24 de julho | Final  | Armand Duplantis (SWE)   | 6.21 m    | Recorde mundial  |
| 24 de julho | Final  | Ernest John Obiena (PHI) | 5.94 m    | Recorde asiático |

## Medalhistas
| Ouro                   | Prata              | Bronze                   |
| Armand Duplantis (SWE) | Chris Nilsen (USA) | Ernest John Obiena (PHI) |

## Tempo de qualificação
| Tempo de qualificação |
| --------------------- |
| 5.80 m                |

## Calendário
| Data        | Horário | Fase         |
| ----------- | ------- | ------------ |
| 22 de julho | 17:05   | Qualificação |
| 24 de julho | 17:25   | Final        |

Todos os horários estão no horário local (UTC-7)

## Resultados

### Qualificação
Qualificação: 5,80 m (Q) ou as 12 melhores performances (q). 
| Pos. | Grupo | Atleta               | Nacionalidade  | 5.30 | 5.50 | 5.65 | 5.75 | 5.80 | Marca | Notas                |
| ---- | ----- | -------------------- | -------------- | ---- | ---- | ---- | ---- | ---- | ----- | -------------------- |
| 1    | A     | Armand Duplantis     | Suécia         | –    | –    | o    | o    |      | 5.75  | q                    |
| 1    | A     | Chris Nilsen         | Estados Unidos | –    | o    | o    | o    |      | 5.75  | q                    |
| 1    | B     | Oleg Zernikel        | Alemanha       | –    | o    | o    | o    |      | 5.75  | q                    |
| 4    | A     | Thiago Braz          | Brasil         | –    | o    | xxo  | o    |      | 5.75  | q                    |
| 5    | B     | Ben Broeders         | Bélgica        | –    | o    | o    | xo   |      | 5.75  | q                    |
| 6    | B     | Ernest John Obiena   | Filipinas      | –    | xo   | o    | xo   |      | 5.75  | q                    |
| 6    | B     | Ersu Şaşma           | Turquia        | o    | o    | xo   | xo   |      | 5.75  | q                    |
| 8    | A     | Renaud Lavillenie    | França         | –    | –    | xxo  | xo   |      | 5.75  | q                    |
| 9    | A     | Bo Kanda Lita Baehre | Alemanha       | –    | o    | xo   | xxo  |      | 5.75  | q                    |
| 9    | B     | Menno Vloon          | Países Baixos  | o    | xo   | o    | xxo  |      | 5.75  | q                    |
| 9    | A     | Pål Lillefosse       | Noruega        | –    | o    | xo   | xxo  |      | 5.75  | q                    |
| 9    | B     | Sondre Guttormsen    | Noruega        | –    | –    | xo   | xxo  |      | 5.75  | q                    |
| 13   | A     | Rutger Koppelaar     | Países Baixos  | –    | o    | o    | xxx  |      | 5.65  |                      |
| 14   | A     | Hussain Al-Hizam     | Arábia Saudita | xo   | o    | o    | xxx  |      | 5.65  | Recorde da temporada |
| 15   | B     | Seito Yamamoto       | Japão          | o    | o    | xo   | xxx  |      | 5.65  |                      |
| 15   | B     | Simen Guttormsen     | Noruega        | o    | o    | xo   | xxx  |      | 5.65  |                      |
| 17   | B     | Luke Winder          | Estados Unidos | xo   | o    | xo   | xxx  |      | 5.65  |                      |
| 18   | A     | Thibaut Collet       | França         | –    | o    | xxo  | xxx  |      | 5.65  |                      |
| 19   | A     | Harry Coppell        | Grã-Bretanha   | o    | o    | xxx  |      |      | 5.50  |                      |
| 19   | B     | Mikko Paavola        | Finlândia      | o    | o    | xxx  |      |      | 5.50  |                      |
| 19   | A     | Piotr Lisek          | Polónia        | –    | o    | xxx  |      |      | 5.50  |                      |
| 22   | A     | Emmanouil Karalis    | Grécia         | –    | xo   | xxx  |      |      | 5.50  |                      |
| 22   | A     | Tommi Holttinen      | Finlândia      | o    | xo   | xxx  |      |      | 5.50  | Recorde da temporada |
| 24   | B     | Huang Bokai          | China          | –    | xxo  | xxx  |      |      | 5.50  |                      |
| 24   | B     | Robert Sobera        | Polónia        | –    | xxo  | xxx  |      |      | 5.50  |                      |
| 24   | A     | Kurtis Marschall     | Austrália      | –    | xxo  | xxx  |      |      | 5.50  |                      |
| 27   | A     | Robert Renner        | Eslovênia      | xo   | xxo  | xxx  |      |      | 5.50  |                      |
| 28   | A     | Germán Chiaraviglio  | Argentina      | xo   | xxx  |      |      |      | 5.30  |                      |
|      | B     | Andrew Irwin         | Estados Unidos | xxx  |      |      |      |      | NM    |                      |
|      | B     | Augusto Dutra        | Brasil         | –    | xxx  |      |      |      | NM    |                      |
|      | A     | Torben Blech         | Alemanha       | xxx  |      |      |      |      | NM    |                      |
|      | B     | Valentin Lavillenie  | França         | –    | xxx  |      |      |      | NM    |                      |

### Final
A final ocorreu dia 24 de julho às 17:25. 
| Pos.              | Atleta               | Nacionalidade  | 5.55 | 5.70 | 5.80 | 5.87 | 5.94 | 6.00 | 6.06 | 6.21 | Marca | Notas                |
| ----------------- | -------------------- | -------------- | ---- | ---- | ---- | ---- | ---- | ---- | ---- | ---- | ----- | -------------------- |
| Medalha de ouro   | Armand Duplantis     | Suécia         | –    | o    | –    | xo   | o    | o    | o    | xo   | 6.21  | Recorde mundial      |
| Medalha de prata  | Chris Nilsen         | Estados Unidos | o    | o    | o    | xo   | o    | xxx  |      |      | 5.94  |                      |
| Medalha de bronze | Ernest John Obiena   | Filipinas      | o    | xo   | o    | o    | xo   | xxx  |      |      | 5.94  | Recorde asiático     |
| 4                 | Thiago Braz          | Brasil         | o    | o    | xo   | o    | xx–  | x    |      |      | 5.87  |                      |
| 5                 | Oleg Zernikel        | Alemanha       | o    | o    | o    | xo   | xxx  |      |      |      | 5.87  | Recorde pessoal      |
| 5                 | Renaud Lavillenie    | França         | –    | o    | –    | xo   | xxx  |      |      |      | 5.87  | Recorde da temporada |
| 7                 | Bo Kanda Lita Baehre | Alemanha       | xo   | xo   | xxo  | xxo  | xxx  |      |      |      | 5.87  |                      |
| 8                 | Ersu Şaşma           | Turquia        | xo   | xo   | o    | xxx  |      |      |      |      | 5.80  | =                    |
| 9                 | Pål Lillefosse       | Noruega        | o    | –    | xo   | xxx  |      |      |      |      | 5.80  |                      |
| 10                | Sondre Guttormsen    | Noruega        | o    | o    | xxx  |      |      |      |      |      | 5.70  |                      |
| 11                | Ben Broeders         | Bélgica        | xxo  | o    | xxx  |      |      |      |      |      | 5.70  |                      |
|                   | Menno Vloon          | Países Baixos  | xxx  |      |      |      |      |      |      |      | NM    |                      |

Legenda
| Recorde mundial       | Recorde mundial (World record)               |                       | Recorde africano                      | Recorde africano (African) |                                           | Q | Classificado por posição (Qualified) |
| Recorde do campeonato | Recorde do campeonato (Championship record)  | Recorde da América    | Recorde da América (Americas)         | q                          | Classificado por melhor tempo (Qualified) |   |                                      |
| Melhor marca do ano   | Melhor marca do ano (World leading)          | Recorde asiático      | Recorde asiático (Asian)              | DNS                        | Não largou (Did not start)                |   |                                      |
| Recorde nacional      | Recorde nacional (National record)           | Recorde europeu       | Recorde europeu (European)            | DNF                        | Não terminou (Did not finish)             |   |                                      |
| Recorde pessoal       | Recorde pessoal do atleta (Personal best)    | Recorde da Oceania    | Recorde da Oceania (Oceania)          | DSQ / DQ                   | Desclassificado (Disqualified)            |   |                                      |
| Recorde da temporada  | Recorde da temporada do atleta (Season best) | Recorde sul-americano | Recorde sul-americano (South America) | NM                         | Sem marca (No mark)                       |   |                                      |